# La noche de los tiempos (novela de 2009)
La noche de los tiempos es una novela del escritor español Antonio Muñoz Molina publicada en 2009.

## Argumento
Narrada sobre la técnica de flashback, la novela se centra en la salida de España del arquitecto Ignacio Abel con destino a una universidad estadounidense (en la que ha sido contratado por el magnate Philip Van Doren para diseñar la nueva biblioteca) en el mes de octubre de 1936, intercalando sus propios recuerdos, desde el punto de vista omnisciente de la historia de su vida: Desde sus orígenes humildes como hijo de un maestro de obra en el Madrid de principios de siglo XX, a su ascenso en la escala social, gracias a sus estudios, su trabajo en las obras de la Ciudad Universitaria de Madrid y su matrimonio con Adela, una mujer mayor que él, perteneciente a una familia acomodada y de tradición católica y conservadora, que le dio dos hijos (Lita y Miguel), así como su aventura amorosa con la estadounidense Judith Biely iniciado a finales de 1935 y que se ve abruptamente interrumpido el 19 de julio de 1936, con el estallido de la guerra civil española. La obra recrea las primeras semanas del conflicto tal y como se vivieron en la ciudad de Madrid.

## Influencias, fuentes y técnica
Algunos aspectos de la trama de la obra guardan semejanzas con vicisitudes de la biografía de Arturo Barea, narradas en su libro La forja de un rebelde, así como otras memorias como las de Carlos Morla, Manuel Chaves Nogales o Julián Marías.
La novela usa una técnica de narración "en espiral", en la que todo se repite, pero en la que cada giro trae una información nueva. No es una novela lineal, y su estructura recuerda a Galdós o John Dos Passos.